# Massacro di Kam"janec'-Podil's'kyj
Il massacro di Kam"janec'-Podil's'kyj è il nome dato alla fucilazione di massa degli ebrei avvenuta durante la seconda guerra mondiale all'avvio dell'Operazione Barbarossa, per volere dei nazisti del Battaglione di Polizia 320 insieme alle Einsatzgruppen con a capo Friedrich Jeckeln, dei soldati ungheresi e della polizia ausiliaria ucraina. 
Gli omicidi furono condotti il 27 e il 28 agosto 1941, nella città sovietica di Kam"janec'-Podil's'kyj, oggi in Ucraina, occupata dalle truppe tedesche nel mese precedente l'11 luglio 1941. Secondo i rapporti nazisti furono assassinati un totale di 23.600 ebrei, inclusi i 16.000 che erano stati precedentemente espulsi dall'Ungheria.

## Contesto storico
La città di Kam"janec'-Podil's'kyj, ora in Ucraina sud-occidentale, faceva parte della Repubblica Socialista Sovietica Ucraina invasa dalle forze tedesche il 22 giugno 1941 durante l'Operazione Barbarossa, operazione lanciata dalla Polonia occupata. Poco dopo che l'Ungheria, alleata della Germania, entrò in guerra contro l'Unione Sovietica, il 27 giugno 1941, i funzionari dell'agenzia responsabile per i cittadini stranieri che vivevano in Ungheria decisero la deportazione degli ebrei, per lo più di ebrei polacchi e russi, ma anche dei molti rifugiati dall'Europa occidentale: gli ebrei che non potevano facilmente ottenere la cittadinanza ungherese erano ugualmente esposti al rischio della deportazione. Di conseguenza, molti ebrei ungheresi, tra cui anche chi non poteva documentare la propria cittadinanza, vennero espulsi al punto che molte comunità ebraiche furono deportate nella loro interezza.
Gli ungheresi caricarono gli ebrei sui vagoni merci e li portarono a Kőrösmező (oggi Jasinja in Ucraina), vicino al confine ungherese-polacco precedente alla guerra, dove furono trasferiti attraverso l'ex confine sovietico e consegnati ai tedeschi. Entro il 10 agosto 1941, circa 14.000 ebrei erano stati deportati dall'Ungheria verso il territorio controllato dalla Germania. Una volta in mano tedesca, gli ebrei furono costretti a marciare da Kolomyja a Kam"janec'-Podil's'kyj.
Il 27 e 28 agosto, un distaccamento delle Einsatzgruppen, le truppe sotto il comando delle SS e del capo della polizia per la regione meridionale, il comandante delle SS Friedrich Jeckeln, hanno dato luogo all'omicidio di massa dell'intera comunità ebraica, sia dei deportati che dei locali. Secondo il rapporto dello stesso Jeckeln, in questa azione furono massacrati un totale di 23.600 ebrei: è stata una delle prime operazioni di omicidio di massa su larga scala della soluzione finale nel Reichskommissariat Ukraine.
All'interno dell'Unione Sovietica, questa strage fu preceduta da una simile follia omicida iniziata il 9 luglio 1941 e continuata fino al 19 settembre, nella città di Žytomyr (divenuta Judenfrei) con tre operazioni di omicidio di massa condotte dalla polizia tedesca ed ucraina in cui morirono 10.000 ebrei. Seguì l'uccisione di 28.000 ebrei fucilati dalle SS e dai paramilitari ucraini a Vinnycja il 22 settembre 1941 e il massacro del 29 settembre di 33.771 ebrei a Babij Jar.